# Nyad
Nyad är en amerikansk biografisk sport- och dramafilm som hade premiär på Netflix den 3 november 2023. Filmen är regisserad av Jimmy Chin och Elizabeth Chai Vasarhelyi efter ett manus skrivet av Julia Cox och Diana Nyad, baserat på den senares memoarer. Filmen är baserad på verkliga händelser.

## Handling
Filmen kretsar kring långdistanssimmaren Diana Nyad (Annette Bening) som år 2013 som 64-åring simmar från Havanna på Kuba till Key West i Florida. I och med detta blev hon den första att simma sträckan utan hjälp av en hajbur.

## Rollista (i urval)
- Annette Bening - Diana Nyad
- Jodie Foster - Bonnie Stoll
- Rhys Ifans - John Bartlett
- Karly Rothenberg - Dee Brady
- Jeena Yi - Angel Yanagihara